# Double Fantasy
Double Fantasy (englisch für „Doppelte Fantasie“) ist das siebte Solo-Studioalbum von John Lennon nach der Trennung der Beatles. Einschließlich der drei Avantgarde-Alben mit seiner Frau Yoko Ono, des Livealbums der Plastic Ono Band und des Kompilationsalbums ist es das insgesamt zwölfte John Lennons und das sechste mit Yoko Ono. Zugleich ist es ihr elftes Album. Es wurde am 17. November 1980 in Großbritannien und den Vereinigten Staaten veröffentlicht.
Drei Wochen nach Veröffentlichung wurde John Lennon vor seiner Wohnung in New York von Mark David Chapman ermordet. Nach seinem Tod stiegen die Verkaufszahlen des Albums, und es erreichte unter anderem in den USA und Großbritannien den ersten Platz der Hitparaden.

## Entstehungsgeschichte

### Musikalische Pause
Nachdem sich John Lennon und Yoko Ono nach der Geburt des gemeinsamen Sohnes Sean im Oktober 1975 aus dem Musikgeschäft zurückgezogen hatten, gab es lange Zeit wenig Neuigkeiten über das Paar zu berichten, das zuvor durch seine Aktivitäten häufig für Schlagzeilen gesorgt hatte. Lennon nannte später als Gründe für den Rückzug, dass er sich einerseits ganz auf seinen zweiten Sohn konzentrieren wollte, nachdem er die Kindheit seines ersten Sohnes Julian verpasst hatte, andererseits genug vom Dasein als Rockstar hatte, den ständigen vertraglichen Verpflichtungen, denen er seit seinem 22. Lebensjahr ausgesetzt war.

“[…] I had been under obligation or contract from the time I was 22 until well into my 30s. After all those years, it was all I knew. I wasn’t free. I was boxed in. My contract was the physical manifestation of being in prison. It was more important to face myself and face that reality than to continue a life of rock ’n’ roll – and to go up and down with the whims of either your own performance or the public’s opinion of you. Rock ’n’ roll was not fun anymore.”

John Lennon und Yoko Ono gaben in der Zeit zwei Interviews. Am 1. Januar 1976 wurde ein Interview von Lennon und Ono mit Elliot Mintz aufgenommen, das vom 26. Januar bis zum 1. Februar 1976 im Radio gesendet wurde. Ein weiteres Interview gab das Paar am 4. Oktober 1977 im Hotel Okura in Tokio, in dem sie erklärten, dass ihre augenblicklichen Prioritäten im Familienleben und in der Erziehung ihres Kindes liegen und sie sich deshalb bis zum fünften Lebensjahr ihres Sohnes Sean aus dem Musikgeschäft zurückziehen werden.
Dann meldeten sich die Lennons am 27. Mai 1979 mit einer Anzeige in der New York Times in der sie unter der Überschrift “Love Letter From John And Yoko To People Who Ask Us What, When And Why” von ihrem Dasein berichteten.
Entgegen den Angaben über das zufriedene Dasein als Hausmann machte Lennon Phasen der Unsicherheit durch. Ono schickte ihn deshalb auf verschiedene Reisen, die ihn nach Hongkong, Südafrika, Ägypten und schließlich im Juni 1980 nach Bermuda führten. Nach eigenen Aussagen war es dort, wo Lennon den Entschluss fasste, wieder ein Album aufzunehmen. Auslöser war das Lied Rock Lobster der amerikanischen Band The B-52’s, das er bei einem Besuch in einem Tanzclub hörte und ihn an Onos Musik erinnerte. Die Zeit schien reif zu sein, wieder aktiv zu werden – oder wie es Lennon im Interview mit dem Rolling Stone ausdrückte: “It’s time to get out the old axe and wake the wife up!”
Obwohl Lennon seit dem Erscheinen seines Best-of-Albums Shaved Fish im Oktober 1975 keine Aufnahmen mehr veröffentlicht hatte, war er musikalisch nicht untätig gewesen. In den fünf Jahren seines selbstgewählten „Exils“ hatte er zahlreiche Liedfragmente komponiert und zuhause Demoaufnahmen angefertigt. Ohne den Druck ein Album aufnehmen zu müssen, blieben diese Kompositionen allerdings zum größten Teil unvollendet. Hier eine Auswahl der Demoaufnahmen:
- 1975/1976: She’s a Friend of Dorothy’s, Sally and Billy und Tennessee.
- 1977/1978: Now and Then, Free as a Bird, Whatever Happened to ?, One of the Boys und Mirror, Mirror (On the Wall).
- 1979/1980 neben Demoaufnahmen, die für Double Fantasy verwendet wurden, wurden noch weitere Lieder aufgenommen: Gone from this Place, The Happy Rishikesh Song, Help Me to Help Myself, Howling at the Moon, I watch Your Face, India, Life begins at 40, Memories, Real Love, That’s the Way the World is sowie weitere.

Alle Lieder wurden in späteren Jahren offiziell oder auf Bootlegs veröffentlicht.
Auf einige dieser Ideen griff Lennon zurück, als er sich daran machte, in Bermuda Lieder für das neue Album zu komponieren.
Den Namen für das Album fand John Lennon, als er durch den Botanischen Garten von Bermuda ging und auf eine Freesia stieß, die Double Fantasy hieß.

### Die Aufnahmen

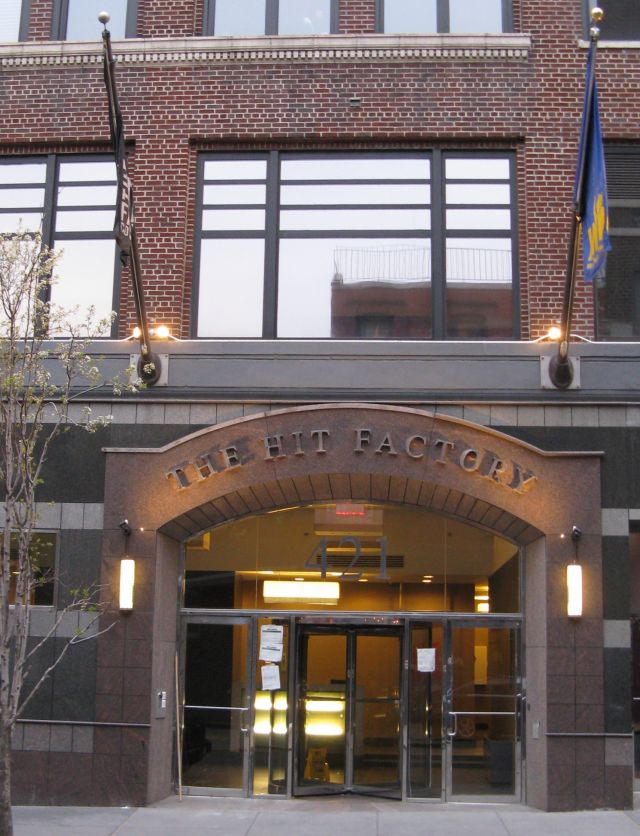
Aufnahmestudio The Hit Factory

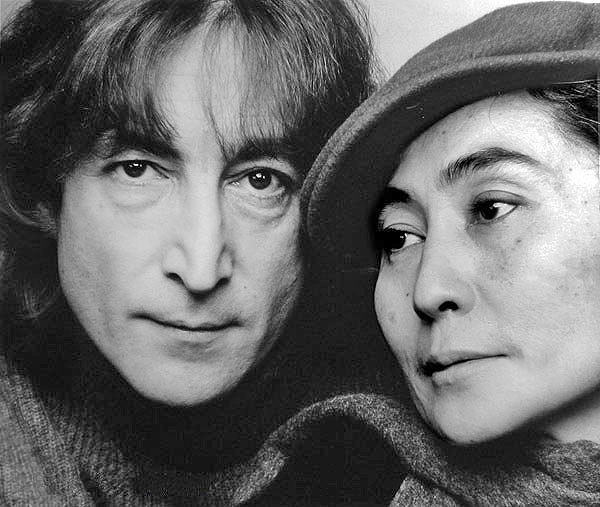
John Lennon und Yoko Ono, 1980

Nachdem John Lennon und Yoko Ono genug Material für das Album komponiert hatten, wurde Jack Douglas als Ko-Produzent engagiert. Douglas hatte bereits mit Lennon zusammengearbeitet, als er als Toningenieur bei den Aufnahmen zu Imagine mitwirkte. Am 30. Juli 1980 kehrte John Lennon von den Bermudas zurück und am 2. und 4. August 1980 begannen Musikproben. Unter großer Geheimhaltung wurde ein Ensemble von Studiomusikern zusammengestellt, die erst bei der ersten Probe im Dakota-Apartment erfuhren, für wen sie arbeiten würden.
Die Aufnahmen begannen am 6. August 1980 in den New Yorker „Hit-Factory“-Studios. Bei den Aufnahmesessions wechselten sich Lennon und Ono ab. Ono arbeitete von 11 Uhr morgens bis zum späten Nachmittag um 18:30 Uhr. John Lennon kam gegen 19 Uhr ins Studio und arbeitete bis in die frühen Morgenstunden. Jack Douglas sagte zu den Aufnahmen: „Diese beiden konnten nicht gleichzeitig arbeiten. Wenn sie dort gewesen wäre, wäre es unmöglich gewesen. Ich musste dieses Album als zwei separate Alben behandeln. Ich weiß, dass sie beide Künstler auf der Platte sind, aber ich musste es als John-Album und als Yoko-Album behandeln. Ich habe nie mit beiden gleichzeitig gearbeitet. Es war unmöglich. Weil sie John verrückt gemacht hat.“
Jack Douglas dokumentierte die Entwicklung der Lieder, indem er die gesamten Aufnahmen auf Tonbändern mitschnitt, was John Lennon während der Aufnahmen nicht bekannt war. Am Ende der Double Fantasy-Sessions waren es rund 230 Tapes, die jeweils 30 Minuten dauerten.
Während der zweiten Woche der Aufnahmen lud Jack Douglas zusätzlich den Gitarristen Rick Nielsen und den Schlagzeuger Bun E. Carlos, beide Mitglieder der Musikgruppe Cheap Trick, ein, die dann mit Tony Levin und George Small das Lennon-Lied I’m Losing You sowie das Ono-Lied I’m Moving On aufnahmen. Ursprüngliche Planungen, diese beiden Versionen zu verwenden wurden dann wieder fallen gelassen.
In den nächsten knapp zwei Wochen wurden folgende 22 Lieder aufgenommen,
| davon zwölf Lieder von John Lennon: 1. (Just Like) Starting Over 2. Cleanup Time 3. I’m Losing You 4. Beautiful Boy (Darling Boy) 5. Watching the Wheels 6. Woman 7. Dear Yoko 8. I Don’t Wanna Face It 9. I’m Stepping Out 10. Borrowed Time 11. (Forgive Me) My Little Flower Princess 12. Nobody Told Me | und zehn Lieder von Yoko Ono: 1. Kiss Kiss Kiss 2. Give Me Something 3. I’m Moving On 4. Yes I’m Your Angel 5. Beautiful Boys 6. Every Man Has a Woman Who Loves Him 7. Hard Times Are Over 8. Walking on Thin Ice 9. Don’t Be Scared 10. O’Sanity |

Von den 22 Liedern wurden 14 für Double Fantasy ausgewählt.

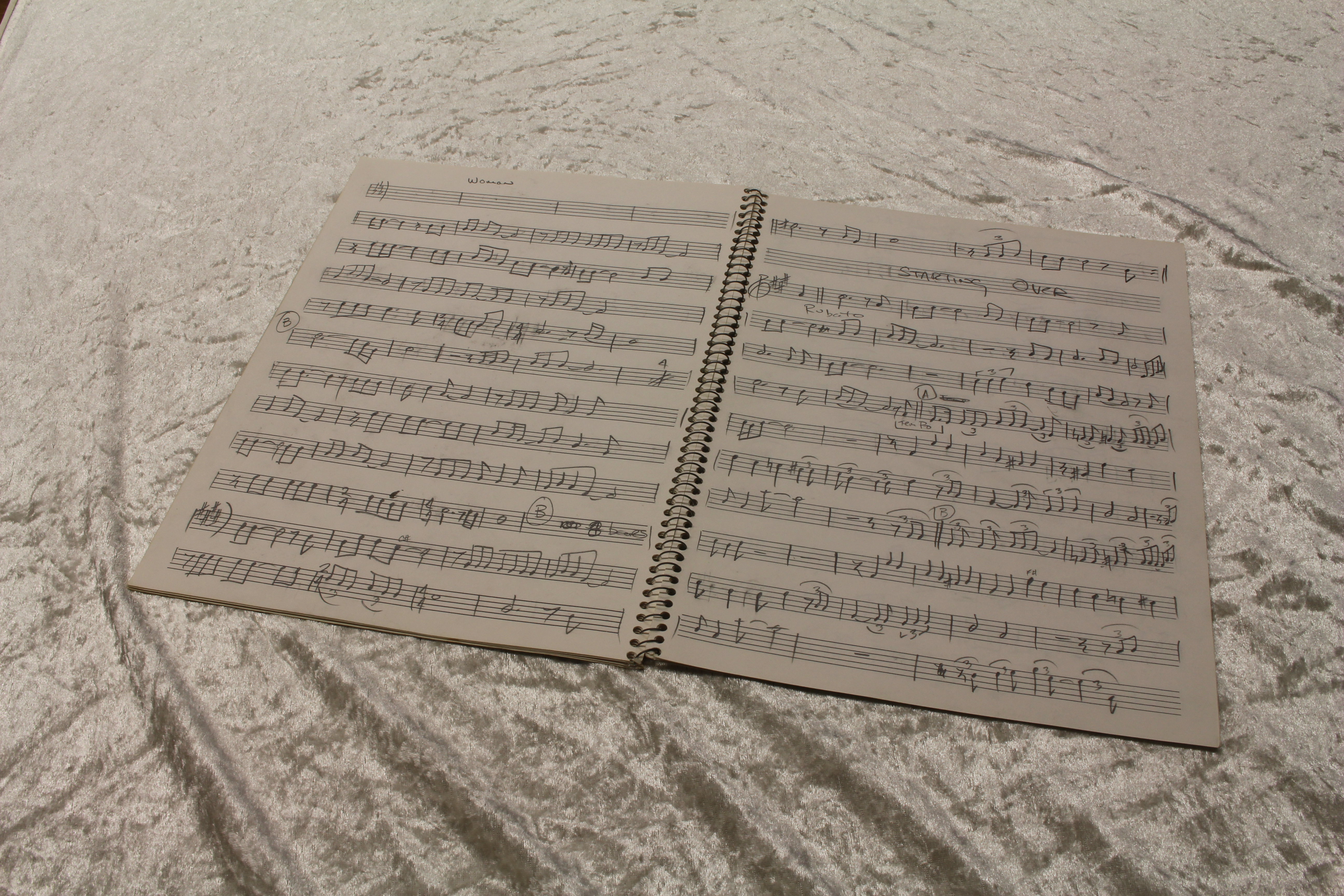
Die von John Lennon geschriebene Partitur für das Lied Woman

Am 8. August 1980 wurde noch eine Probeaufnahme vom Ono-Lied Nobody Sees Me Like You Do eingespielt, die bisher aber nur auf Bootlegs erhältlich ist. Eine Neuaufnahme des Liedes erschien auf dem Yoko-Ono-Album Season of Glass. Am 19. August 1980 waren die wesentlichen Aufnahmen beendet.
Zwischen dem 18. und 22. August 1980 wurde unter der Regie von Jay Dubin Musikvideos aufgenommen, bei dem John Lennon folgende Rock-’n’-Roll- und Blues-Stücke sang: C’mon Everybody, Rip It Up, I’m a Man, Be-Bop-A-Lula, 12-bar Blues, Dream Lover, Stay, Mystery Train, Blues in the Night sowie das Beatles-Lied She’s a Woman. Eine Veröffentlichung der Lieder, nicht aber der Videos, erfolgte nur auf Bootlegs. Während der Filmaufnahmen wurden am 19. August 1980 noch die beiden Videos für die Lieder I’m Losing You und I’m Moving On aufgenommen, eine legale Veröffentlichung der vollständigen Videos erfolgte bisher nicht.
Am 25. August 1980 wurde eine vorläufige Version von Double Fantasy zusammengestellt, die im Vergleich zur veröffentlichten Fassung eine andere Reihenfolge der Lieder hatte und Walking on Thin Ice und die beiden Lieder mit Cheap Trick enthielt:
| Seite 1 1. (Just Like) Starting Over 2. Yes I’m Your Angel 3. Beautiful Boy (Darling Boy) 4. Give Me Something 5. Watching the Wheels 6. Every Man Has a Woman Who Loves Him 7. I’m Losing You (Cheap Trick Version) | Seite 2 1. Walking on Thin Ice 2. Dear Yoko 3. Beautiful Boys 4. Woman 5. I’m Moving On (Cheap Trick Version) 6. Cleanup Time 7. Hard Times Are Over |

Im September begann man mit der Einspielung von Overdubs sowie mit der Abmischung, die am 13. Oktober 1980 abgeschlossen wurde. Das endgültige Masterband wurde sechs Tage später erstellt.
Die übrigen Lieder blieben vorerst in ihrer Rohfassung, lediglich Walking on Thin Ice wurde noch am 8. Dezember 1980 fertiggestellt.
Die restlichen Lieder der Aufnahmesessions wurden im Januar 1984 auf dem Album Milk and Honey veröffentlicht, weitere Versionen der Lieder erschienen im November 1998 auf dem Boxset John Lennon Anthology; sowie auf der Bonus-CD Home Tapes der Signature Box im Oktober 2010.
Bis November 1980 arbeitete John Lennon noch an weiteren Liedern, die aber über das Stadium von Demoaufnahmen nicht hinauskamen, seine letzten Lieder waren Grow Old with Me, Serve Yourself, Gone from this Place, Dear John und You Saved My Soul.
Textlich behandeln die Lieder des Albums Double Fantasy von John Lennon im Wesentlichen die Beziehung zu seiner Ehefrau Yoko Ono und zu seinem Sohn Sean, beziehungsweise seine familiäre Situation. Yoko Onos Texte behandeln im Grundsatz die gleichen Themen, die Texte sind aber oft kritischer und direkter. Insgesamt sollte das Album einen Dialog zwischen Mann und Frau darstellen.
(Just Like) Starting Over behandelt textlich die noch immerwährende Liebe von John Lennon zu Yoko Ono, die gleiche Thematik findet sich in Dear Yoko wieder.
I’m Losing You beinhaltet im Text Beziehungsprobleme und das augenblickliche Unvermögen telefonischen Kontakt mit dem Partner aufzunehmen.
Eine weitere Huldigung an Yoko Ono und Frauen allgemein ist das Lied Woman.
Beautiful Boy (Darling Boy) ist ein Lied für seinen Sohn Sean.
Cleanup Time glorifiziert die augenblickliche soziale Situation der Familie Lennon.
In dem Lied Watching the Wheels beschreibt John Lennon, welche Anfragen während seiner fünfjährigen musikalischen Inaktivität gestellt wurden und wie er darauf antwortete.
Laut Begleitbuchtext der Onobox stammen drei der Lieder des Albums von Yoko Ono aus früheren Jahren, so wurde Give Me Something und I’m Moving On im Jahr 1973 komponiert. Hard Times Are Over wurde erstmals im Jahr 1974 für das Yoko Ono-Album A Story aufgenommen, es wurde 1973 nach einer Autofahrt in den USA geschrieben, die Lennon und Ono unternahmen, als sie versuchten, eine Drogenabhängigkeit zu überwinden.
Das Album wurde im Jahr 1981 in der DDR auf dem Amiga-Label veröffentlicht. Es war das erste von zwei Alben von John Lennon, die in der DDR veröffentlicht wurden; das zweite war Shaved Fish.
Im Februar 1982 wurde Double Fantasy als „Album des Jahres“ bei den Grammy Awards ausgezeichnet.

### Label
John Lennon und Yoko Ono hatten das Album aus eigenen Mitteln produziert, um sich nicht vertraglich an eine Plattenfirma binden zu müssen. Auf diese Weise hatten sie die völlige Kontrolle über das Album. Mehrere größere Plattenfirmen waren daran interessiert, Double Fantasy zu vertreiben. Die Auswahl fiel auf Geffen Records, da es David Geffen gelang, ein vertrauensvolles Verhältnis mit Lennon und Ono zu entwickeln. Geffen störte nicht, dass Ono musikalisch beteiligt war und er verzichtete darauf, das Material vorher anzuhören.

### Covergestaltung
Die Coverbilder wurden von Kishin Shinoyama fotografiert. Das Design stammt von Christopher Whorf/Art Hotel.

### Comeback und Werbemaßnahmen
Im Zuge der Werbekampagne für das zukünftig erscheinenden Album Double Fantasy führten John Lennon und Yoko Ono mehrere Interviews mit Radiosendern und Zeitschriften. Zwischen dem 10. und 28. September 1980 führte das Paar mit David Sheff ein insgesamt 30-stündiges Interview für das Magazin Playboy. Die Interviews wurden in ihrer Wohnung im Dakota Building und im „La Fortuna Coffee Shop“ geführt. Teile des Interviews wurden am 16. Dezember 1983 auf dem Album Heart Play – unfinished dialogue veröffentlicht.
Am 17. September 1980 wurde ein Interview mit Barbara Graustark für das Newsweek-Magazin geführt, einen Tag später besuchte ein Reporter der New York Times die Lennons im Studio.
Nach der Veröffentlichung des Albums wurden Ende November bis Anfang Dezember Werbefotos von Allan Tannenbaum und Annie Leibovitz gemacht sowie Filmaufnahmen von Ethan Russell.
Am 15. November 1980 traf sich John Lennon mit Ringo Starr im Plaza Hotel in New York, wo er Starr eine Musikkassette mit vier Liedern überreichte, wobei wohl die beiden Demoaufnahmen Life Begins at Forty und Nobody Told Me auf der Kassette enthalten waren. Es wurden gemeinsame Aufnahmen im Januar 1981 für das Ringo-Starr-Album Stop and Smell the Roses geplant.
John Lennon plante nach Fertigstellung des nächsten Albums, erstmals mit den Studiomusikern von Double Fantasy auf Tournee zu gehen. Die Tournee sollte unter dem Titel One World, One People im Mai 1981 in Japan beginnen, gefolgt von Europa und den USA.
Es folgten weitere Interviews, am 5. Dezember 1980 mit Jonathan Cott vom Rolling Stone Musikmagazin, am 6. Dezember 1980 führte das Paar mit Andy Peebles ein insgesamt dreistündiges Interview für BBC Radio 1 in den Hit Factory Studio, das größtenteils am 12. November 1990 auf dem Album John & Yoko: The Interview veröffentlicht wurde.
John Lennon letztes Interview gab er, nach der Fotosession mit Annie Leibovitz, am Nachmittag des 8. Dezember 1980 dem Sender RKO Radio, Interviewer waren Dave Sholin, Laurie Kaye und Ron Hummel. Das Interview wurde auf mehreren – teilweise nicht legalen – Alben sowie als Download veröffentlicht.
Trotz des Comebacks und der Werbemaßnahmen erreichte Double Fantasy in den britischen Charts nur Platz 14 (fiel dann bis auf Platz 46) und in den USA Platz 11, erst nach dem Tod Lennons stieg das Album auf Platz eins der Charts.

### Tod von John Lennon

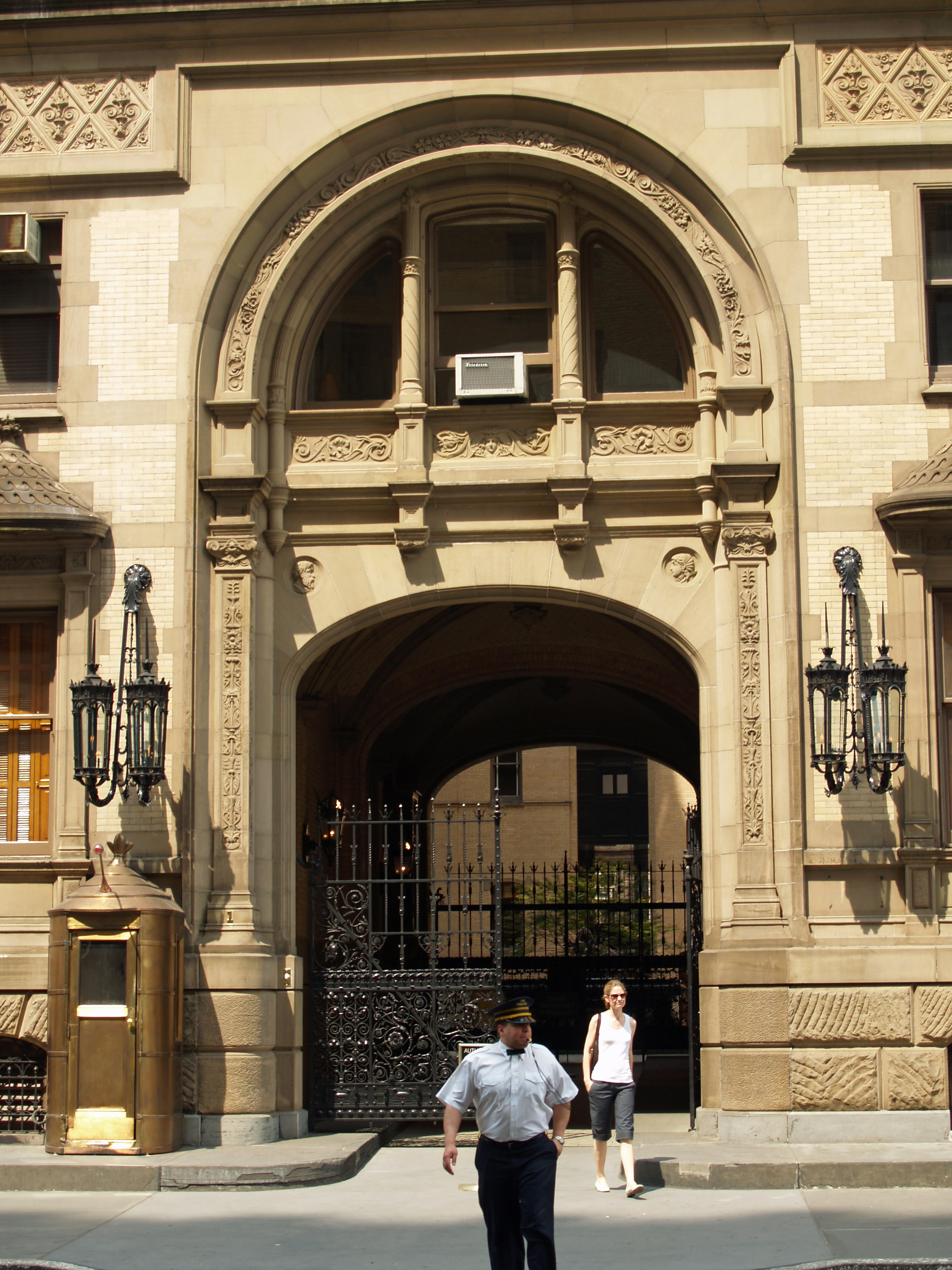
Vor dem Eingang zum Dakota Building wurde Lennon 1980 ermordet

Am Abend des 8. Dezember 1980 arbeiteten John Lennon und Yoko an der endgültigen Abmischung der Ono-Komposition Walking on Thin Ice in dem Record Plant-East. Sie kehrten erst um 22:48 Uhr zum Dakota Building zurück, gegen seine Gewohnheit gab Lennon seinem Fahrer die Anweisung, nicht in den Innenhof des Gebäudes zu fahren, sondern ihn und Yoko Ono vor dem Haus aussteigen zu lassen. Nachdem sie am Torbogen des Dakota-Gebäudes vorbeigegangen waren, schoss der Mörder aus etwa sechs Metern Entfernung mit einem Revolver auf John Lennon. Lennon war noch bei Bewusstsein, als er ins Roosevelt General Hospital gefahren wurde, erlag aber um 23:07 Uhr seinen schweren Verletzungen. John Lennon wurde 40 Jahre alt.

## Titelliste
Seite 1
1. (Just Like) Starting Over (John Lennon) – 3:56
2. Kiss Kiss Kiss (Yoko Ono) – 2:41
3. Cleanup Time (Lennon) – 2:58
4. Give Me Something (Ono) – 1:35
5. I’m Losing You (Lennon) – 3:57
6. I’m Moving On (Ono) – 2:20
7. Beautiful Boy (Darling Boy) (Lennon) – 4:02

Seite 2
1. Watching the Wheels (Lennon) – 4:00
2. Yes I’m Your Angel (Ono) – 3:08
3. Woman (Lennon) – 3:32
4. Beautiful Boys (Ono) – 2:55
5. Dear Yoko (Lennon) – 2:34
6. Every Man Has a Woman Who Loves Him (Ono) – 4:02
7. Hard Times Are Over (Ono) – 3:20

Bonustitel
1. Help Me to Help Myself (Lennon) – 2:37 (erschien auf der Wiederveröffentlichung 2000)
2. Walking on Thin Ice (Ono) – 6:00 (erschien auf der Wiederveröffentlichung 2000)
3. Central Park Stroll (dialogue) – 0:17 (erschien auf der Wiederveröffentlichung 2000)

## Wiederveröffentlichungen
- Die Erstveröffentlichung im CD-Format erfolgte im September 1986 in den USA[27], beziehungsweise im Oktober 1986 in Europa[28] auf dem Label Geffen Records; im Januar 1989 erfolgte eine Veröffentlichung von Capitol Records. Der CD liegt ein achtseitiges Begleitheft bei, das die Liedtexte und Informationen zum Album beinhaltet.[29]
- Die CD-Veröffentlichung aus dem Jahr 1989 wurde von Mobile Fidelity Sound Lab (MFSL) neu gemastert und erschien im April 1994 als vergoldete 24-karätige CD in einer limitierten Auflage. Der CD liegt ein zwölfseitiges bebildertes Begleitheft bei, das Information zum Album und die Liedtexte enthält.[30]
- Im Oktober 2000 wurde das Album in einer remasterten, aber nicht neu abgemischten Version, mit zwei Bonusstücken und einem kurzen Dialog von der EMI, wiederveröffentlicht. Das Remastering erfolgte im Sommer 2000 in den Sterling Sound Studios in New York unter der Aufsicht von Yoko Ono. Für das Remastering war George Marino verantwortlich. Der CD liegt ein 20-seitiges bebildertes Begleitheft bei, das Information zum Album und die Liedtexte enthält.[31] Anlässlich der Wiederveröffentlichung wurde in den USA das sechs Titel umfassende Promotion-Kompilationsalbum Starting Over für die Alben John Lennon/Plastic Ono Band, Imagine und Double Fantasy mit Interviewausschnitten von John Lennon und Kommentaren von Yoko Ono veröffentlicht.[32]
- Im Oktober 2010 wurde das Album in einer erneut remasterten Version, in der originalen Abmischung und ohne Bonusstücke wiederveröffentlicht. Das Remastering fand im Jahr 2010 in den Sterling Sound Studios in New York durch George Marino statt. Das Album hat ein aufklappbares Pappcover, dem ein 16-seitiges bebildertes Begleitheft beigegelegt ist, das Informationen zum Album und die Liedtexte beinhaltet. Das Design stammt von der Firma Peacock und Karla Merrifield.[33]

## Single-Auskopplungen

### (Just Like) Starting Over
Im Vorfeld des Albums erschien am 24. Oktober 1980 in Großbritannien und in den USA die Single (Just Like) Starting Over / Kiss Kiss Kiss.
In den USA wurde für Werbezwecke eine 12″-Promotionsingle (Just like) Starting Over / Kiss Kiss Kiss, die ein 20 Sekunden längeres Outro von (Just like) Starting Over enthält, veröffentlicht.
Die 7″-Promotionsingle wurde in den USA wie folgt veröffentlicht: auf der A-Seite befindet sich die Monoversion und auf der B-Seite die Stereoversion der A-Seite der Kaufsingle.

### Woman
Nach Lennons Tod wurde am 12. Januar 1981 in den USA und am 16. Januar 1981 in Großbritannien Woman / Beautiful Boys als zweite Single veröffentlicht.
In Italien wurde die Promotionsingle Woman / Dear Yoko hergestellt.

### Watching the Wheels
Am 27. März 1981 erschien als dritte Singleauskopplung in Großbritannien, in den USA am 16. März 1981, Watching the Wheels / Yes, I’m Your Angel.

### Walking on Thin Ice
Zuvor hatte Yoko Ono am 20. Februar 1981 in Großbritannien und am 6. Februar 1981 in den USA den Titel Walking on Thin Ice veröffentlicht, der während der Sessions zum Album Double Fantasy aufgenommen worden war. In Deutschland erschien die Single auch im 12″-Format.
Die B-Seite It Happened ist eine weitere Ono-Komposition, die ursprünglich im Jahr 1974 aufgenommen und im Jahr 1980 von Jack Douglas, John Lennon und Yoko Ono neu abgemischt wurde. Das Lied beginnt mit einem Gespräch von John und Yoko, das am 21. November 1980 im Central Park in New York aufgenommen wurde. Das Original erschien am 22. Juli 1997 auf dem Yoko-Ono-Album A Story.
Die US-amerikanische Promotion-12″-Vinyl-Single enthält noch zusätzlich das Lied Hard Times Are Over, wie auch die britische Kassetten-Single.

### Weitere Singles
- Am 5. Juni 1981 erschien in den USA die Single (Just like) Starting Over / Woman.[44]
- Am 4. November 1981 erschien in den USA die Single Watching the Wheels / Beautiful Boy (Darling Boy).[45]
- Am 3. Juni 1992 wurde in Japan die 3″-CD-Single Beautiful Boy (Darling Boy) / Beautiful Boys veröffentlicht.[46]
- Im Jahr 1999 wurde in Japan die 3″-CD-Single (Just like) Starting Over / Beautiful Boy (Darling Boy) veröffentlicht.[47]
- Am 15. Januar 2001 wurde in den USA die 7″-Vinyl-Jukebox-Single in blauem Vinyl veröffentlicht: (Just Like) Starting Over / Watching the Wheels.[48]
- Am 15. Januar 2001 wurde in den USA eine weitere 7″-Vinyl-Jukebox-Single in klarem Vinyl veröffentlicht: Woman / Walking on Thin Ice.[49]

## Kommerzieller Erfolg

### Chartplatzierungen

#### Album
| ChartsChartplatzierungen       | Höchstplatzierung | Wochen/ Monate |
| ------------------------------ | ----------------- | -------------- |
| Deutschland (GfK)              | 2 (44 Wo.)        | 44 Wo.         |
| Österreich (Ö3)                | 1 (4,5 Mt.)       | 4,5 Mt.        |
| Vereinigte Staaten (Billboard) | 1 (74 Wo.)        | 74 Wo.         |
| Vereinigtes Königreich (OCC)   | 1 (36 Wo.)        | 36 Wo.         |

| ChartsJahrescharts (1981) | Platzierung |
| ------------------------- | ----------- |
| Deutschland (GfK)         | 3           |
| Österreich (Ö3)           | 2           |

#### Singles
| Jahr | Titel                     | Höchstplatzierung, Gesamtwochen/‑monate, AuszeichnungChartplatzierungen (Jahr, Titel, , Platzierungen, Wochen/Monate, Auszeichnungen, Anmerkungen) | Höchstplatzierung, Gesamtwochen/‑monate, AuszeichnungChartplatzierungen (Jahr, Titel, , Platzierungen, Wochen/Monate, Auszeichnungen, Anmerkungen) | Höchstplatzierung, Gesamtwochen/‑monate, AuszeichnungChartplatzierungen (Jahr, Titel, , Platzierungen, Wochen/Monate, Auszeichnungen, Anmerkungen) | Höchstplatzierung, Gesamtwochen/‑monate, AuszeichnungChartplatzierungen (Jahr, Titel, , Platzierungen, Wochen/Monate, Auszeichnungen, Anmerkungen) | Höchstplatzierung, Gesamtwochen/‑monate, AuszeichnungChartplatzierungen (Jahr, Titel, , Platzierungen, Wochen/Monate, Auszeichnungen, Anmerkungen) | Anmerkungen                            |
| Jahr | Titel                     | DE | AT | CH | UK | US | Anmerkungen                            |
| ---- | ------------------------- | --- | --- | --- | --- | --- | -------------------------------------- |
| 1980 | (Just Like) Starting Over | DE4 (24 Wo.)DE | AT1 (5 Mt.)AT | CH1 (13 Wo.)CH | UK1 Gold · (15 Wo.)UK | US1 Gold · (22 Wo.)US | Erstveröffentlichung: 24. Oktober 1980 |
| 1981 | Woman                     | DE4 (28 Wo.)DE | AT3 (4 Mt.)AT | CH2 (9 Wo.)CH | UK1 Silber · (11 Wo.)UK | US2 Gold · (20 Wo.)US | Erstveröffentlichung: 12. Januar 1981  |
| 1981 | Watching the Wheels       | DE46 (8 Wo.)DE | AT12 (4 Mt.)AT | — | UK30 (6 Wo.)UK | US10 (17 Wo.)US | Erstveröffentlichung: 13. März 1981    |

### Auszeichnungen für Musikverkäufe
| Land/Region                  | Auszeichnungen für Musikverkäufe (Land/Region, Auszeichnung, Verkäufe) | Verkäufe  |
| ---------------------------- | ---------------------------------------------------------------------- | --------- |
| Australien (ARIA)            | Platin                                                                 | 50.000    |
| Dänemark (IFPI)              | Gold                                                                   | 50.000    |
| Deutschland (BVMI)           | Gold                                                                   | 250.000   |
| Frankreich (SNEP)            | Platin                                                                 | 300.000   |
| Hongkong (IFPI/HKRIA)        | Platin                                                                 | 20.000    |
| Israel (IFPI)                | Gold                                                                   | 20.000    |
| Neuseeland (RMNZ)            | Platin                                                                 | 20.000    |
| Spanien (Promusicae)         | Gold                                                                   | 50.000    |
| Vereinigte Staaten (RIAA)    | 3× Platin                                                              | 3.000.000 |
| Vereinigtes Königreich (BPI) | Platin                                                                 | 300.000   |
| Insgesamt                    | 4× Gold · 8× Platin ·                                                  | 4.060.000 |

Hauptartikel: John Lennon/Auszeichnungen für Musikverkäufe

## Juristische Auseinandersetzungen
- Yoko Ono wurde im Juni 1981 wegen ihrer Komposition I’m Your Angel verklagt, da es Ähnlichkeiten mit dem Lied Makin’ Whoopee aufwies. Die Klage wurde beigelegt, wobei Ono Schadenersatz in unbekannter Höhe zahlte.[57]
- Im Juli 1981 reichte Jack Douglas eine Klage gegen Yoko Ono wegen unbezahlter Tantiemen für seine Arbeit an Double Fantasy und Milk and Honey ein. Ono weigerte sich Zahlungen an Douglas zu leisten, da sie der Meinung sei, dass der abgeschlossene Vertrag mit ihm betrügerisch sei. Die Jury entschied im April 1984, dass Ono zu Unrecht Lizenzzahlungen von Douglas zurückgehalten hatte und dass er Anspruch auf 2,5 Millionen Dollar aus den Einnahmen von Double Fantasy und einen noch unbestimmten Anteil an den Einnahmen aus Milk and Honey hat.[58][59]

## Double Fantasy Stripped Down
Am 1. Oktober 2010 erschien die Doppel-CD Double Fantasy Stripped Down. Disc 1 wird mit Double Fantasy Stripped Down und Disc 2 mit Original Album betitelt. Während die zweite CD die neu remasterte Version des Albums beinhaltet, handelt es sich bei Stripped Down laut CD-Begleitbuch um eine komplette Neuabmischung von Jack Douglas und Yoko Ono, die in den Avatar Studios vorgenommen wurde. Der wesentliche musikalische Unterschied zur Originalabmischung besteht darin, dass die Stimmen von John Lennon und Yoko Ono deutlicher zu hören sind und diverse Instrumentalbegleitungen und Chöre „weggelassen“ worden sind. Yoko Ono gibt als Grund laut CD-Begleitheft an, dass sie die Abmischungen der 1970er und 1980er Jahre niemals mochte, da nach ihrer Ansicht die Gesangsstimmen „begraben“ wurden. Die Laufzeit der CD Double Fantasy Stripped Down wurde im Verhältnis zur originalen Version um drei Minuten, auf 48 Minuten und 13 Sekunden, durch Hinzufügen von Studiogesprächen oder späteres Ausblenden von Liedern verlängert. Das neu gestaltete Cover basiert auf Zeichnungen von Sean Lennon.
Titelliste/-länge der CD 1
1. (Just Like) Starting Over – 4:24
2. Kiss Kiss Kiss – 2:45
3. Cleanup Time – 3:56
4. Give Me Something – 1:31
5. I’m Losing You – 4:26
6. I’m Moving On – 2:28
7. Beautiful Boy (Darling Boy) – 3:50
8. Watching the Wheels – 3:32
9. Yes, I’m Your Angel – 2:53
10. Woman – 3:45
11. Beautiful Boys – 3:16
12. Dear Yoko – 3:03
13. Every Man Has a Woman Who Loves Him – 4:46
14. Hard Times Are Over – 3:38